# Ла-Кросс (Флорида)
Ла-Кросс (англ. LaCrosse) — місто (англ. town) в США, в окрузі Алачуа штату Флорида. Населення — 316 осіб (2020).

## Географія
Ла-Кросс розташована за координатами 29°50′41″ пн. ш. 82°22′57″ зх. д. / 29.84472° пн. ш. 82.38250° зх. д. (29.844797, -82.382577).  За даними Бюро перепису населення США в 2010 році місто мало площу 11,53 км², з яких 11,35 км² — суходіл та 0,19 км² — водойми.

## Демографія
Згідно з переписом 2010 року, у місті мешкало 360 осіб у 130 домогосподарствах у складі 94 родин. Густота населення становила 31 особа/км².  Було 143 помешкання (12/км²).
Расовий склад населення:
| - 77,8 % — білих - 18,1 % — чорних або афроамериканців - 0,6 % — азіатів - 0,3 % — корінних американців |

До двох чи більше рас належало 3,3 %. Частка іспаномовних становила 16,4 % від усіх жителів.
За віковим діапазоном населення розподілялося таким чином: 23,6 % — особи молодші 18 років, 60,8 % — особи у віці 18—64 років, 15,6 % — особи у віці 65 років та старші. Медіана віку мешканця становила 44,0 року. На 100 осіб жіночої статі у місті припадало 102,2 чоловіків;  на 100 жінок у віці від 18 років та старших — 95,0 чоловіків також старших 18 років.
Середній дохід на одне домашнє господарство  становив 51 168 доларів США (медіана — 41 806), а середній дохід на одну сім'ю — 55 101 долар (медіана — 51 389). Медіана доходів становила 29 583 долари для чоловіків та 40 313 долари для жінок. За межею бідності перебувало 24,1 % осіб, у тому числі 57,4 % дітей у віці до 18 років та 18,8 % осіб у віці 65 років та старших.
Цивільне працевлаштоване населення становило 127 осіб. Основні галузі зайнятості: освіта, охорона здоров'я та соціальна допомога — 26,8 %, роздрібна торгівля — 22,0 %, будівництво — 13,4 %, транспорт — 11,8 %.